# Apricia
Genre
Apricia est un genre d'araignées aranéomorphes de la famille des Salticidae.

## Distribution
Les espèces de ce genre sont endémiques d'Australie.

## Liste des espèces
Selon World Spider Catalog (version 18.0, 07/03/2017) :
- Apricia bracteata (L. Koch, 1879)
- Apricia jovialis (L. Koch, 1879)
- Apricia longipalpis Richardson, 2016

## Publication originale
- Richardson, 2016 : New genera, new species and redescriptions of Australian jumping spiders (Araneae: Salticidae). Zootaxa, no 4114 (5), p. 501-560.